# 千代田区立九段中等教育学校
千代田区立九段中等教育学校（ちよだくりつ くだんちゅうとうきょういくがっこう）は、東京都千代田区九段北二丁目にある公立中等教育学校。
後期課程（高等学校に相当）は東京都内の公立高校では唯一東京都が設置しない（東京都立以外の）高校。
校舎は2つに分かれており、前期課程と後期課程4年生がいる九段校舎が九段北二丁目にあり、後期課程5・6年生がいる富士見校舎が富士見一丁目にある。九段校舎が主であり、所在地もこちらを使用している。

## 概要
東京市設立の旧制第一東京市立中学校を前身とする東京都立九段高等学校と、千代田区立九段中学校とが統合し、東京23区の区立初の中高一貫校となった。高校課程を有する教育施設で「区立」であるのは当校が全国唯一である。
教育目標は「知性・感性を磨き、豊かな想像力を培う。」「心身を鍛え、自主自立の精神を養う。」「主体的に社会貢献する意欲と態度を醸成する。」を軸にして「豊かな心 知の創造 未来貢献」としている。
与謝野鉄幹が作詞、山田耕筰が作曲した都立九段高校の校歌に手を加えたものを校歌としている。
入試は、千代田区在住者のA区分80名と、区外のB区分80名がある。A区分で受験するには 、受験の前年の4月1日現在に千代田区内に住所を有しており6年間居住することが条件となる。九段中等の開校により、それまで低かった千代田区立の中学校への入学率が上昇した。B区分で受験するには、都内に住所を有していて、入学後も引き続き卒業まで都内から通学することが条件となる。

## 沿革
1924年（大正13年）に開校した第一東京市立中学校から続く歴史と伝統は、「この上もなく大きく、この上もなく強く、しかも正しい」という「至大至剛の精神」として東京都立九段高等学校を経て現在の当校に引き継がれている。第一東京市立中学校初代校長の成田千里は、徳体三位一体の新教育を理想とし、大正デモクラシーの気風を引き継ぎ、他校とは一線を画した独自の自由、かつ「至大荘」に代表される質実剛健な校風を生んだ。制服は府立五中などと共に、当時としては画期的な背広であった。国立栄養研究所の指導の下で、学校給食が出されていた時期もあった。進学面では一高に多数の合格者を輩出した。
校風や行事、伝統などを引き継ぐことを約束に2006年に中高一貫校化。2019年度現在、全学年が適性検査を経ての入学生である。
また、2024年度現在、適性検査の男女枠は撤廃された。

### 歴史
- 1998年（平成10年）9月 - 千代田区中学校教育検討委員会設置。
- 2002年（平成14年）11月 - 千代田区教育委員会「千代田区の中等教育将来像」決定。
- 2004年（平成16年）
  - 7月 - 「千代田区立中等教育学校基本計画」発表。
  - 10月 - 東京都教育委員会から千代田区立中等教育学校設置認可。
  - 12月 - 条例改正により校名を「千代田区立九段中等教育学校」と決定。
- 2006年（平成18年）4月 - 開校。第1回入学式と編入学式を挙行。
- 2008年（平成20年）4月 - 東京都立九段高等学校施設の移譲を受ける。
- 2011年（平成23年）
  - 5月 - 九段校舎全面改修完了。
  - 8月 - 富士見校舎改修完了。

## 教育

### カリキュラム
- 国語科 - 言葉を育て、心を育てることを目標としている。自分の考えをもって目的や場面に応じて的確に書く力、話す力、聞く力、読む力を養う。
- 数学科 - 中等教育学校であることを活かし、発達段階に応じた独自のカリキュラムを編成。1・2年生で中学段階の学習内容を終了し、5年生の後半からは個々の進路希望に応じた授業を実施している。基本的には3段階の習熟度別授業を展開している。
- 理科 - 1・2年生では「本物に触れる」。実体験を重視し、観察や実験を重視した授業を行う。3・4年生では「本物から考える」。観察や実験の結果から自ら考える活動を重視する。5・6年生では「本物を探求する」。観察や実験を通して科学の本質を探究する。〈日本学生科学賞東京大会〉や〈東京都中学校生徒理科研究発表会〉では毎年賞を受賞している。実験室が6つあることからも充実性が窺える。
- 社会科 - 多面的・多角的でグローバルな視点をもつ人材育成を目標に、講演会やディベート活動なども含め、論理的思考力を深める授業を展開している。
- 英語科 - 「世界を目指すための英語教育」を目標にし、英語検定の達成度は他の中高一貫校比べても群を抜いて高い。段階的かつ独自のカリキュラムに沿って、「使う」ための英語を指導している（1000を超える指導案、独自の活動アイディアの蓄積がある）。朝学習の「イングリッシュシャワー」の時間にはネイティブの発音に中高生のうちから耳を慣らすことが狙いに、近隣大学の留学生を講師として招いて15分間の講義がある。また、外国人講師や留学生により「放課後英語サロン」が開かれている。20人以下の少人数クラスを展開している。
- 前期課程の生徒が対象の朝の「おはようスタディ」では、外国人留学生とのイングリッシュシャワーと朝読書が週替わりで実施されている。また、後期課程では「朝学習」として自習時間を設け、週に一度イングリッシュシャワーも継続する。脳を活性化させ、授業を効率よく進める狙いがある。
- 「補習」に当たる「放課後スタディ」を実施。また、生徒全員が自習室を利用できる環境が整えられており、「放課後スタディ」では近くの現役大学生のサポートも受けながら手厚く指導する形をとっている。
- 前期課程、後期課程のどちらも、毎週土曜日授業が実施されている。通常は1コマ50分で4時限授業ある。
- 4年生では、3つある芸術教科（音楽I・美術I・書道I）の中から一つを選択する。
- 長期休業中には夏期講習・冬期講習・春期講習が実施される。

### 九段自立プラン
千代田区には在外公館や大手企業、大学、官公庁が集中しており、その地域性を活かした「九段自立プラン」が実践されている。6年間の一貫したキャリア教育であり、コミュニケーション能力や情報活用能力を養うことを目的とする。学習内容は「都市文化」、「環境」、「福祉」、「伝統文化」、「国際理解」など多種多様で、中等5年次にはその集大成として卒業研究に挑む。

## 学校行事
1年生 ホームルーム合宿
2泊3日。入学してすぐに行い、親睦を深めることが狙い。
2年生 英語合宿
3泊4日。福島県のブリティッシュヒルズにて実施。ネイティブとの討論などのアクティビティを通し、英語漬けの日々を過ごす。
3年生 オーストラリア研修旅行
7泊9日。5日間に及ぶブリスベンでのホームステイや現地の学校での授業を通し、英語のスキルをさらに向上させることが狙い。
4年生 至大荘行事
4泊5日。勝浦市で実施する游泳教室。遠泳を行うのが特徴で、90年以上続く九段の伝統行事である。
5年生 シンガポール海外修学旅行
4泊5日。4～5人のグループに分かれ、各グループごとに旅行計画を立てて観光をしたり、現地で英語を実践したりする。
雅楽教室
1年生で実施。宮内庁式部職楽部で管弦や舞楽を学ぶ。
キャリア教育講演会
前期課程と後期課程でそれぞれ年5回ずつ各界で活躍する著名人が呼ばれる。
体育祭
5月に実施される。縦割りホームルームでは上級生の指導による応援や歌の掛け声合わせが行われる。1・2組（赤団）対3・4組（青団）の対抗戦で行われる。
九段祭
9月に実施される。2008年までは｢文化祭｣で、東京都立九段高等学校の「九段祭」と同時開催となった。前期課程はクラス対抗の合唱コンクール、後期課程はクラス演劇を主にする。また、各部活動がパフォーマンスやディスプレイの発表もする。
クロスカントリーレース
2月に、尽性園の近くの多摩川サイクリングコースにて実施されるマラソン大会。1・2年は7km、3〜5年の女子は9km、男子は10kmを走る。

## 部活動
部活動の数は徐々に増加している。 平成30年度現在、活動を行っている部活は以下の通り。
なお部活動ではないが、九段ではディベート活動が盛んであり、2019年度には中高ともに全国大会に出場している。
| 運動部             | 文化部                 |
| ------------------ | ---------------------- |
| 軟式野球部         | 軽音部（後期課程のみ） |
| 剣道部             | 生物部                 |
| サッカー部         | 演劇部                 |
| 水泳部             | 天文部                 |
| 卓球部             | 合唱部                 |
| ダンス部           | 茶道部                 |
| 硬式テニス部       | 書道部                 |
| バドミントン部     | 吹奏楽部               |
| バレーボール部     | 美術部                 |
| 硬式野球部         | 文芸部                 |
| ラグビー部         | 囲碁将棋部             |
| 陸上競技部         | 放送部                 |
| バスケットボール部 | マルチメディア同好会   |

## 設備
富士見校舎（主に5,6年が使用、2011年8月改修工事終了）
- 1階：事務室、自習室、進路資料室、キャリア教育室
- 2階：職員室、印刷室、保健室、カウンセラールーム、小教室
- 3階：小教室、男女更衣室、音楽室
- 4階：6年教室、小教室
- 5階：5年教室、国際理解教室、小教室
- 屋上：ベンチ、ソーラーシステム（基本的に生徒の立ち入りを禁止、稀に授業で使用することがある。また、天文部は立ち入りが許可されている。）

九段校舎（2009年3月、東京都立九段高等学校より譲渡。2011年6月改修工事終了）
- 地下1階：温水プール、男女更衣室、温水シャワー、機械室、防災倉庫
- 1階：菊友会事務局、経営企画室、保健室、カウンセラールーム、会議室、和室、生徒自治会室、部室（野球部、陸上部、サッカー部、ラグビー部、テニス部、ダンス部、バドミントン部、バスケットボール部）、体育研究室（体育教員室）、グラウンド、大会議室、落窪、シンデレラ階段
- 2階：4年教室、パソコン教室、柔剣道場、部室（剣道部）、トレーニングルーム、被服室、調理室、男女更衣室、小教室、社会科室、LL (Language Learning) 室、227教室、シャンデリア
- 3階：3年教室、体育館、図書室、視聴覚室、放送室、職員室、校長室、印刷室、教材室、学籍管理室
- 4階：1,2年教室、美術室、美術準備室、工芸室、放送室、多目的ホール、427教室
- 5階：音楽室、地学室、化学室、物理室、生物実験室、理科1室,2室、五階屋上、音楽準備室、化学準備室、生物準備室、物理準備室、教室、軽音部部室
- 屋上：倉庫、天文ドーム、ソーラーパネル

校庭、来賓用駐車場有り
学校外設備（公益社団法人九段所有）
- 至大荘（千葉県勝浦市）
- 盡性園（東京都稲城市）

## 環境への取り組み
太陽光発電
九段校舎、富士見校舎に屋上にソーラーパネルを設置、一日に10kw強発電することが可能である。
また、屋上緑化として富士見校舎屋上に庭園とビオトープがある。

## 交通
- 鉄道
  - 九段下駅：東京メトロ東西線・半蔵門線・都営地下鉄新宿線 徒歩5分
  - 飯田橋駅：東京メトロ東西線・有楽町線・南北線・都営地下鉄大江戸線・JR中央・総武緩行線 徒歩10分
- 都営バス
  - 九段上停留所：高71
  - 九段下停留所：飯64

## 制服
冬服
- I型: 詰襟（所謂 学ラン）
- II型: セーラー服（紺・長袖）
- Ⅲ型:下はスラックス、上はセーラー服

夏服
- I型: ワイシャツ（半袖）
- Ⅱ型: セーラー服（白・半袖）
- Ⅲ型:下はスラックス、上はセーラー服

## 著名な出身者

### 九段中等教育学校出身者
- 敷波美保（気象予報士）
- ハヤカワ五味（ファッションデザイナー）
- ラパルフェ（都留拓也・尾身智志）（お笑いコンビ）
- 新村理々愛（俳優・フルート奏者）

## テレビ番組
- 日経スペシャル ガイアの夜明け 「公立」vs「私立」～教育再生の最前線では～（2007年3月20日、テレビ東京）[2] - 公立学校の生き残りを賭けた様々な挑戦を取材。
- THE名門校【千代田区立九段中等教育学校…区立初の中高一貫校！】（2024年4月13日、BSテレ東）[3]